# 北村豪希
北村 豪希（きたむら ごうき、1986年5月17日 - ）は、京都府出身のプロバスケットボール選手である。ポジションはガード。身長181cm、体重76kg。

## 来歴
近畿大附属高校から近畿大学に進学。
卒業後は、ライジング福岡練習生を経て、2010年のbjリーグ育成ドラフト6位で大阪エヴェッサに指名され選手契約。2012年、京都ハンナリーズに移籍。

## 経歴
- 近大附高校 - 近畿大学 - 大阪（2010年〜2012年） - 京都（2012年～）